# VfB Fortuna Chemnitz
Maillots
Le VfB Fortuna Chemnitz est un club allemand de football localisé dans la ville de Chemnitz dans la Saxe.
De 1953 à 1990, la localité de Chemnitz fut rebaptisée Karl-Marx-Stadt.

## Histoire

### VfB Chemnitz
Le club fut fondé en 1901 sous le nom de FC Reunion Chemnitz. En 1914, le cercle changea son appellation en FC Hohenzollern Chemnitz.
À partir de 1919, le club joua sous l’appellation VfB Chemnitz (il est possible qu’une période d’inactivité due à la Première Guerre mondiale fut suivie d’une reconstitution et du choix d’une nouvelle appellation). Cette même année, le club remporta sa ligue régionale, durant le tour final, il s’inclina contre le Dresdner Fussballring (2-3).
Le club évolua en Kreisliga jusqu’en 1923 puis en Gauliga Mittelsachsen (attention le terme Gauliga n’a rien à voir avec celui qui fut appliqué de 1933 à 1945 sous le régime nazi).
En 1938, le VfB Chemnitz fusionna avec le SV Teutonia 1901 Chemnitz pour former le Sportvereinigung 01 Chemnitz ou SV 01 Chemnitz.

### SV Teutonia 1901 Chemnitz

Ancien logo su SV Teutonia Chemnitz

Le SV Teutonia Chemnitz fut fondé le 1er novembre 1901. Ce cercle joua au Westkampfbahn. Il évolua neuf saisons dans la Gauliga Mittelsachsen qu’il remporta en 1918. Lors du tour final de la VMBV, il subit une lourde défaite (1-8) contre le Dresdner SG 1893.
En 1937, le SV Teutonia descendit en Kreisliga. L’année suivante, il fusionna avec le VfB Chemnitz pour former le SV 01 Chemnitz.

### SV 01 Chemnitz
Le cercle resta dans les ligues subalternes de sa région et n’accéda jamais à la Gauliga Sachsen, une des seize ligues créées sur ordre des Nazis dès leur arrivée au pouvoir en 1933.
En 1945, le club fut dissous par les Alliés, comme tous les clubs et associations allemands (voir Directive n° 23). 
La ville de Chemnitz et la Saxe se retrouvèrent en zone soviétique puis en RDA à partir de 1949.

### Époque de la RDA

Ancien logo su BSG Motor Fritz Heckert Chemnitz

Le club fut reconstitué en 1946 sous la dénomination SG Chemnitz Schloß. Le club connut l’existence de toutes les équipes d’Allemagne de l’Est et changea de structure et de nom au gré des envies et humeurs des dirigeants communistes.
Ainsi, il fut renommé BSG Handel und Sozial-Versicherung Chemnitz puis plus tard devin BSG Motor Fritz Heckert Karl-Marx-Stadt.
Né en 1884 de Chemnitz, Fritz Heckert fut une des figures marquantes de la lutte ouvrière et du socialisme allemand. Fils d’un coutelier, il fut membre du SPD. Après la Première Guerre mondiale, alors que l’Allemagne se cherchait politiquement dans la création de la République de Weimar, Heckert fut proche du mouvement spartakiste, puis fut un des fondateurs du KPD, le parti communiste. Il fut membre du Reichstag à partir de 1924. Se sentant menacé après l’arrivée au pouvoir des Nazis, Il s’exila en URSS à partir du 25 août 1933. Il décéda à Moscou en 1936.
Le BSG Motor Fritz Heckert Karl-Marx-Stadt évolua en DDR-Liga, la division 2 est-allemande, sans interruption à partir de 1978.
Après la réunification allemande, en 1990 commença l’intégration des clubs de la DFV au sein de la DFB. Durant la saison la saison De 1989-1990, la DDR-Liga fut renommé NOFV-Liga. Le BSG Motor Karl-Marx-Stadt s’en classa 10e sur 18. À la fin de cette saison, le club fut renommé Chemnitzer SV Heckert.
4e sur 16 lors de la saison 1990-1991, le club fut qualifié pour évoluer en Oberliga Nordost, le 3e niveau du football allemand réunifié.
Le 26 janvier 1996, le cercle fut renommé VfB Chemnitz. Il évoluait en Oberliga Nordost Süd, soit le 4e niveau depuis l’instauration des Regionalligen avant le championnat 1994-1995.
Le club termina plusieurs fois en milieu de tableau même s’il dut lutter pour son maintien à l’une ou l’autre occasion. À la fin de la saison championnat 2002-2003, le VfB Chemnitz termina 17e sur 18 et descendit au niveau 5, en Landesliga Sachsen.
En avril 2005, le VfB Chemnitz fusionna avec le SV Fortuna Furth Glösa pour former le VfB Fortuna Chemnitz. La fusion avait rendue indispensable par la situation financière délicate des deux clubs.

### VfB Fortuna Chemnitz
En 2010-2011, le club évolue en Landesliga Sachsen, soit le 5e niveau de la DFB. En janvier 2011, le club occupe la tête du classement à la mi-championnat.

## Joueurs connus
- Michael Ballack
- Ralf Fährmann
- Steffen Karl
- Thomas Laudeley
- Olaf Renn